# Casas Trans Bolivia
Casas Trans es la denominación de una red de centros comunitarios en Bolivia destinados a brindar refugio, apoyo integral y un espacio seguro a personas transgénero, especialmente mujeres trans. Estos espacios, impulsados por organizaciones de mujeres trans bolivianas, funcionan como casas (no simples oficinas) libres de discriminación, concebidas como «oasis» para esta población ante la persistente vulneración de sus derechos y el abandono estatal en la protección de sus necesidades.

## Historia y contexto
El proyecto surgió en 2021 en Santa Cruz de la Sierra, donde mujeres trans organizaron colectivamente un refugio comunitario. En ese contexto, la discriminación, la violencia y la pobreza estructural afectaban gravemente a la población trans en Bolivia. Según reportes, la esperanza de vida de una mujer trans en el país apenas alcanza los 45 años. En 2022, con apoyo del PNUD y del Fondo Mundial de lucha contra el VIH/Sida, el modelo fue replicado en otras ciudades.

## Desarrollo por ciudades

### Santa Cruz
La primera Casa Trans abrió en Santa Cruz como resultado del activismo de colectivas locales. Allí, además de atención médica y psicológica, se brindan alimentos, capacitación, y se desarrollan emprendimientos autogestionados como una peluquería y un comedor.

### La Paz
En septiembre de 2024 fue inaugurada formalmente la Casa Trans “Pamela Valenzuela”, en homenaje a la primera mujer trans en acceder al cambio legal de identidad en Bolivia. Este espacio ofrece atención en salud, asesoramiento jurídico, apoyo psicológico, alimentos diarios y alojamiento temporal.

### Cochabamba
En Cochabamba, la casa fue liderada por activistas locales y funciona como un centro comunitario de educación, formación y acompañamiento. Cuenta también con iniciativas de autoempleo.

### Trinidad
En Trinidad (Beni), la Casa Trans ofrece orientación en salud sexual, educación en derechos y acompañamiento a personas trans de la Amazonía boliviana. Su apertura representó un hito en una región con escasa infraestructura para poblaciones LGBTI.

## Servicios
Las Casas Trans brindan servicios gratuitos de salud, psicología, asesoría legal, comedores comunitarios y alojamiento de emergencia. Todas operan bajo un modelo de gestión comunitaria. En muchas, también se ofrecen talleres de formación, apoyo educativo y capacitación en oficios. Funcionan como espacios de contención, donde las personas trans pueden sentirse seguras y acompañadas.

## Impacto y desafíos
Desde 2021, estas casas han beneficiado a cientos de personas trans. Solo en 2024, se estima que más de 1.000 personas fueron atendidas en Santa Cruz, y otras cientos en las demás ciudades. A pesar del éxito, las Casas Trans enfrentan dificultades como la falta de financiamiento sostenido, discriminación social, y ausencia de políticas públicas permanentes.

## Contexto legal
Bolivia aprobó en 2016 la Ley de Identidad de Género (Ley 807), permitiendo el cambio de nombre, imagen y sexo en documentos oficiales. Sin embargo, una sentencia del Tribunal Constitucional en 2017 limitó los derechos civiles de las personas trans, prohibiendo el matrimonio igualitario, la adopción, y el acceso a la participación política en cuotas de género. Además, el país no cuenta con legislación que penalice los crímenes de odio por identidad de género.

## Perspectivas
Para 2025 se prevé la expansión del modelo a nuevas ciudades como Oruro, Sucre y Tarija. Activistas trans demandan que las Casas Trans se integren formalmente a las políticas sociales del Estado, con financiamiento público sostenido y reconocimiento institucional. También buscan la aprobación de una ley integral trans que garantice acceso pleno a la salud, justicia y derechos civiles.